# 索菲亞路面電車

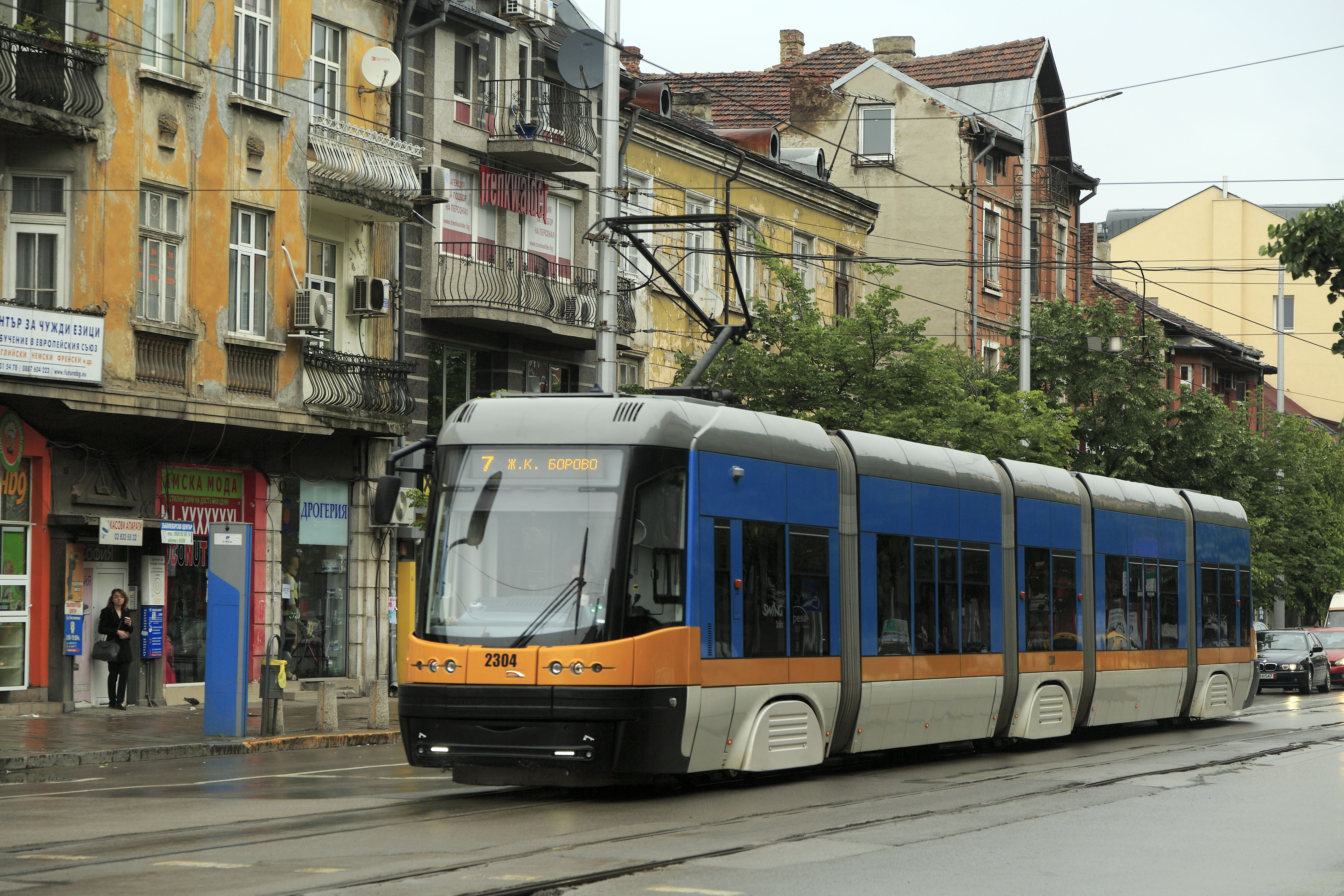
索菲亞路面電車

索菲亞路面電車（羅馬化：Tramvai v Sofiya）是保加利亞首都索菲亞主要的公共交通系統之一。索菲亞電車開始運行於1901年1月1日。2006年，索菲亞電車系統全長308（191英里）。索菲亞電車共有14條路線。